# E.J. Singler
Edward J. Singler, detto E.J. (Medford, 6 giugno 1990), è un ex cestista statunitense.

## Palmarès
- Campione NBA D-League (2017)